# Эрсталь
Эрста́ль (фр. Herstal, валлон. Hèsta / Hesta; ранее — Эриста́ль (Héristal)) — город и муниципалитет в Бельгии. Расположен в Валлонском регионе страны и провинции Льеж, вдоль реки Маас. Город включен в агломерацию «Большой Льеж» с населением около 600 000 жителей.
Расположен в провинции Льеж, входящей в французское языковое сообщество Бельгии. На площади 23,54 км² проживают 37 319 человек (плотность населения — 1585 чел./км²), из которых 47,63 % — мужчины и 52,37 % — женщины. Средний годовой доход на душу населения в 2003 году составлял 10 767 евро.